# Лямина (деревня)
Лямина — деревня в России, находится в Сургутском районе, Ханты-Мансийского автономного округа — Югры. Входит в состав Сельского поселения Лямина. Население на 2010 год составляло 749 человек.

## История
Лямина расположено на севере района, на территории, прилегающей к реке Лямин. Ранее эта территория входила в состав Тундринского сельского поселения. Сообщение с районным центром и другими территориями осуществляется по воде, авиатранспортом и по зимнику.
Издавна люди жили здесь охотой, рыбалкой, держали скот. Продукты на лошадях увозили в Тобольск, где меняли на сахар, муку, крупу, различные промтовары.
Селение было небольшим — делилось оно на Верхнее Лямино, где берег был более высоким, и Нижнее Лямино. Места эти не сохранились. Связано это с изменением русла реки. Берег, где стояло поселение, смыло водой.
Современное поселение возникло где-то между Верхним Лямино и Нижним Лямино. Оно было очень маленьким, чуть больше десяти дворов.
Во время Гражданской войны часть мужского населения была на фронте. Остальные прятались в лесах и от «белых», и от «красных». В поселении оставались одни женщины и дети. И «белые», и «красные» заходили в поселение на очень короткое время. Пополняли запасы дров на пароходах, забирали продовольствие. Гражданская война не оставила в Лямино заметного следа.
После войны Лямино вошло в состав Тундринского сельского Совета. Жители занимались охотой, рыбалкой, скотоводством. Ставили дрова для пароходов.
Почтовый индекс — 628444, код ОКАТО — 71126920001.

## Статистика населения
1. Н/Д[4]

## Климат
Климат резко континентальный, зима суровая, с сильными ветрами и метелями, продолжающаяся семь месяцев. Лето относительно тёплое, но быстротечное.